# 바이낸스
바이낸스(Binance)는 영어를 대표 언어로 한 암호화폐 거래 웹사이트이다.
사이트 개설 이후 여러 차례에 걸쳐 웹사이트 소유 사업자 정보를 변경하고 있다. 2021년 9월 21일 아일랜드에 바이낸스(서비스)홀딩스유한회사를 설립하였고, 얼마 뒤 바이낸스 웹사이트 운영사로 변경되었다.
웹사이트와 회원 정보의 총 관리는 아일랜드의 바이낸스(서비스)홀딩스가 담당하나, 법정 화폐로 암호 화폐를 거래하는 실질적인 결제 행위는 리투아니아의 바이피니티유한책임회사가 운영하고 있다.
전세계에서 거래량 기준 규모가 가장 큰 거래소이며, 그에 맞게 중국어, 일본어, 영어 등등 다양한 언어를 지원하고 있다.

## 역사
바이낸스는 캐나다 국적의 창펑 자오 대표가 이끌었으나, 미 행정부의 소송에 휘말린 뒤 2023년 11월 21일 사임했다. 본사를 몰타에 두고 있다. 지중해 섬나라 몰타는 과거 조세피난처로 유명했지만 최근에는 정부가 '블록체인 섬'을 만들겠다고 밝힐 만큼 가상화폐 관련산업 육성에 적극적이다.
자오 CEO는 1977년생으로, 중국에서 태어났다. 아버지가 정치적 이유로 중국에서 임시 추방되었으며, 이후 아버지와 함께 캐나다로 이민을 갔다. 캐나다 맥길 대학교 컴퓨터공학과를 졸업해 창업 전엔 미국, 중국, 일본 등지에서 주식거래 시스템을 만드는 개발자로 일했다.
2017년 홍콩에서 바이낸스를 설립했다.
2017년 9월, 중국 정부가 암호화폐 거래를 금지하자, 일본으로 본사를 옮겼다.
2018년 3월, 대만에 바이낸스 지사를 설립했다.
2018년 3월, 중국과 일본 정부가 암호화폐를 규제하기 때문에, 몰타로 본사를 이전했다.
2023년 11월 21일 미 행정부의 소송에 대해 약 43억 달러 벌금에 합의하고 CEO였던 자오창펑이 사임했다.
2024년 3월, 나이지리아 당국은 두 명의 바이낸스 임원을 탈세 혐의로 고소했으며, 이들은 나이지리아 통화 나이라에 대한 투기를 조장했다는 혐의로 기소되었습니다.

## 바이낸스 생태계
2024년 현재 바이낸스의 사용자는 1억 7,100만 명, 일일 거래량은 650억 달러, 현물 거래량은 3,000억 달러에 달하며 40개 언어로 연중무휴 온라인 고객 서비스 지원을 제공합니다. 바이낸스의 다음 목표는 10억 명의 사용자를 달성하는 것입니다. Binance가 자신의 생태계를 시작할 수 있도록 돕기 위해:
1.바이낸스 랩
바이낸스 랩는 가장 유망한 Web3 프로젝트를 찾고 지원하는 것을 목표로 하는 벤처 캐피털 펀드이자 액셀러레이터입니다.
2.바이낸스 리서치
바이낸스 리서치는 암호화폐 업계의 모든 참가자에게 기관 수준의 분석, 심층적인 통찰력 및 편견 없는 정보를 제공합니다.
3.바이낸스 아카데미
바이낸스 아카데미는 10개 이상의 언어로 무료 블록체인 및 암호화폐 교육을 제공하는 개방형 학습 센터입니다.
4.바이낸스 자선단체
바이낸스 자선단체는 Web3 기술을 사용하여 자선단체의 미래를 발전시키는 데 전념하는 비영리 단체입니다.
5.바이낸스 NFT
바이낸스 NFT는 바이낸스의 공식 NFT 시장으로, 사용자 경험을 향상시키기 위해 커뮤니티 중심 플랫폼을 구축하는 데 전념하고 있습니다.
6.바이낸스 플라자
바이낸스 스퀘어는 최신 Web3 트렌드와 정보에 대한 원스톱 상점을 제공하여 암호화폐 전문가, 매니아 및 미디어의 다양한 콘텐츠를 즉시 제공합니다.

## 같이 보기
- BTCC
- 코인베이스